# Kreis (Hessen-Darmstadt)

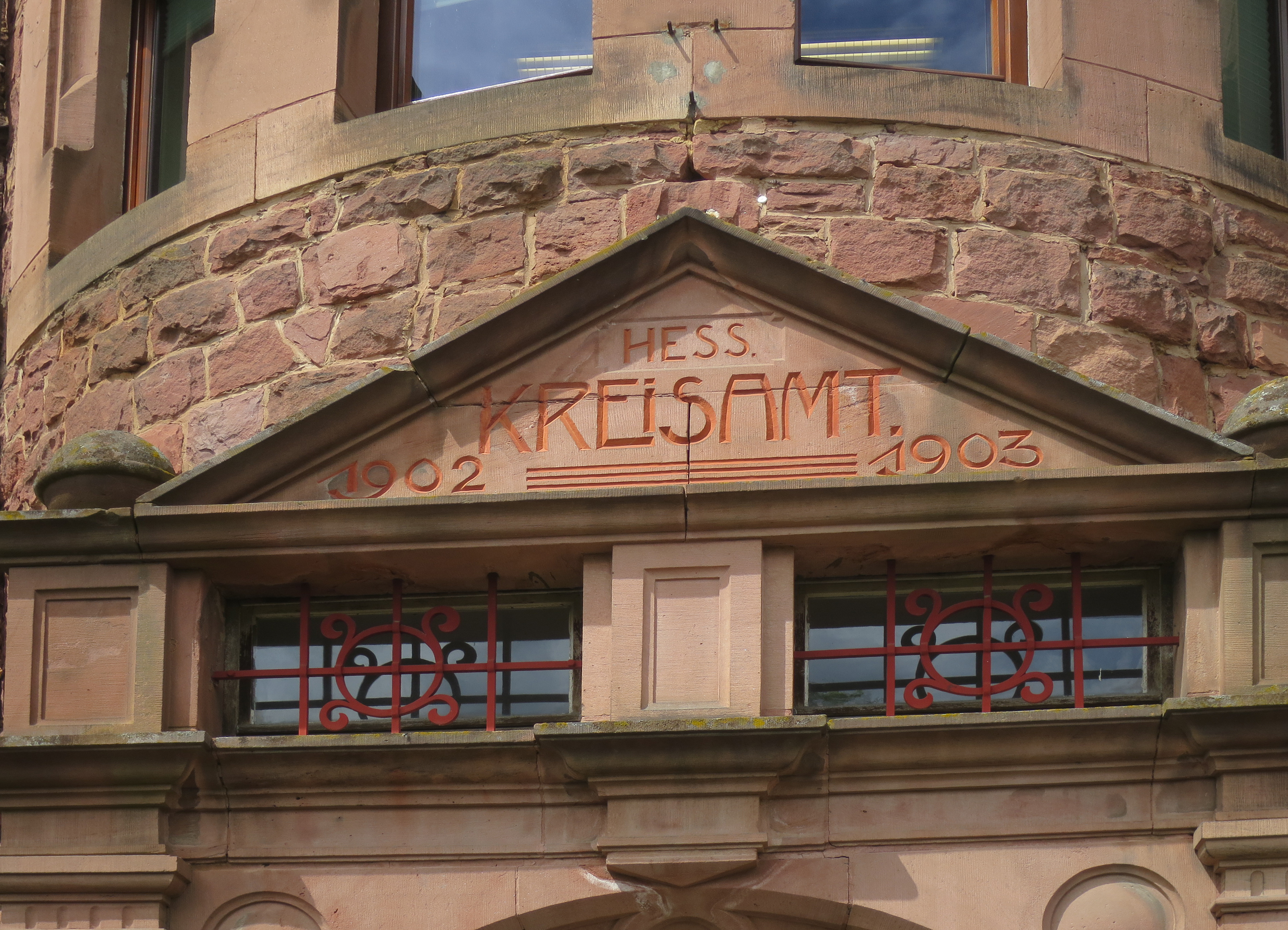
„Hess. Kreisamt“ in Erbach

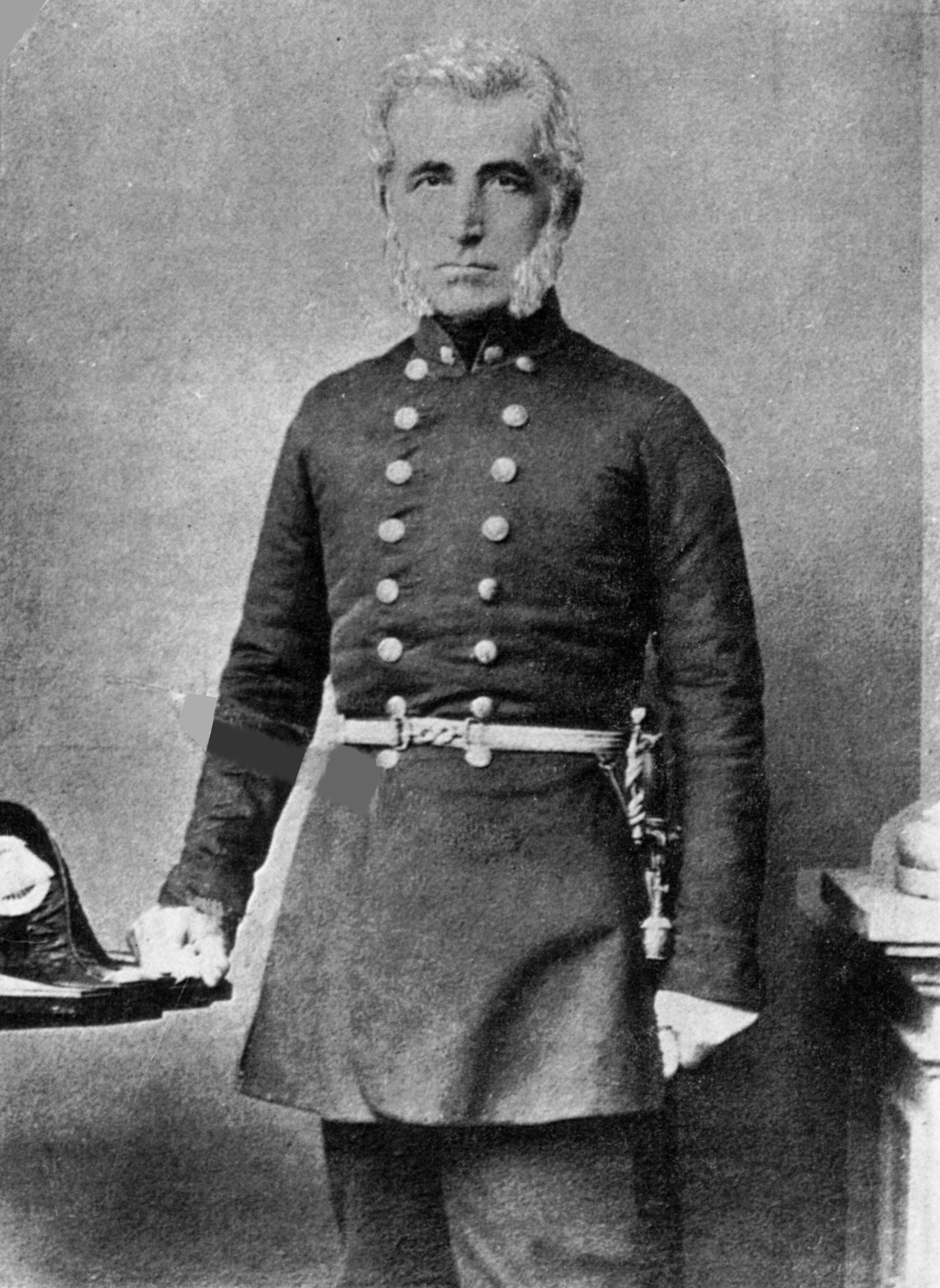
Friedrich Müller (1802–1863), Kreisrat in den Kreisen Alzey, Friedberg und Bensheim

Der Kreis war 1832 bis 1848 und erneut ab 1852 eine staatliche Verwaltungseinheit im Großherzogtum Hessen und nachfolgend im Volksstaat Hessen, eine Ebene zwischen den Gemeinden einerseits und der Zentralverwaltung oder den Provinzverwaltungen – je nach Sachgebiet – andererseits. Zugleich war der Kreis ab 1874 auch eine selbstverwaltete Körperschaft. An der Spitze des Kreises stand der Kreisrat, später der Kreisdirektor.

## Vorgeschichte
Das Großherzogtum Hessen stand im 19. Jahrhundert auch vor der Aufgabe, seine von der Landgrafschaft Hessen-Darmstadt und anderen Rechtsvorgängern durch den Reichsdeputationshauptschluss von 1803, den Gebietsgewinnen anlässlich des Beitritts zum Rheinbund 1806, den von Frankreich 1810 übernommenen (überwiegend ehemals kurfürstlich-hessischen) Territorien und den in Folge des Wiener Kongresses eingesammelten Gebieten, einen einheitlichen, modernen Staat zu formen. Dabei wurde zunächst die aus dem Mittelalter und der frühen Neuzeit herrührende Amtsverfassung, die in all diesen Gebietsteilen verbreitet war, übernommen. Die Funktionen von Verwaltung und Rechtsprechung der ersten Instanz waren in den Ämtern nicht getrennt.
In einer Verwaltungsreform, die sich von 1820 bis 1823 erstreckte, wurden zum einen Rechtsprechung und Verwaltung getrennt. Für die Rechtsprechung wurden Landgerichte eingerichtet, die Verwaltung auf Landratsbezirke verlagert. Der Hauptschub der Reform erfolgte 1821. Dabei wurde zugleich versucht, die teils zerstreut liegenden Teile der Ämter in geografisch zusammenhängende Einheiten zu fassen. Störend war dabei, dass in die staatliche Zuständigkeit eingelagert Gebiete existierten, in denen die Patrimonialgerichtsbarkeit adeliger Familien weiter bestand. Im Gegensatz zu der Benennung ging es dabei nicht nur um Rechtsprechung, sondern auch in großem Umfang um polizeiliche Aufgaben im Bereich der Öffentliche Sicherheit und Ordnung. Der Staat versuchte dieser „Konkurrenz“ mit zwei Strategien beizukommen: Zum einen schloss er Verträge mit kleineren Patrimonialgerichtsherren mit dem Ziel, dass diese zugestanden, dass die mit dem Patrimonialgericht verbundenen Rechte – wenn auch im Namen der Patrimonialherrschaft – von staatlichen Gerichten und Behörden ausgeübt wurden. Zum anderen drängte er bei den Inhabern größerer Patrimonialgerichte – etwa den Fürsten und Grafen von Isenburg oder Solms – darauf, dass sie ihre Herrschaftsrechte wenigstens analog zur staatlichen Struktur organisierten.
Die Reform von 1820 bis 1823 erwies sich schon bald als zu kurz gegriffen. Die Einheiten der „mittleren Ebene“, der Landratsbezirke, erwiesen sich immer noch als zu klein, zu personalintensiv und zu teuer. So kam es 1832 zu einer weiteren Gebietsreform, in der „Kreise“ geschaffen wurden, was in der Regel dadurch geschah, dass zwei Landratsbezirke zusammengelegt wurden.
Dies alles spielte sich in den beiden rechtsrheinischen Provinzen des Großherzogtums, Starkenburg und Oberhessen ab. Die linksrheinische Provinz Rheinhessen hatte dagegen aus der Zeit, als sie zu Frankreich gehörte, ein modernes Verwaltungssystem mitgebracht, Rechtsprechung und Verwaltung waren hier schon lange getrennt und Privilegien des Adels, wie die Patrimonialgerichtsbarkeit, beseitigt. So war die Reform hier nicht so dringend. Um Einheitlichkeit im ganzen Staat zu erreichen, wurde sie dann 1835 gleichwohl vorgenommen. Die Kreise waren in Rheinhessen eine Zusammenfassung der bis dahin bestehenden Kantone.

## Bildung von Kreisen als Verwaltungsbezirke 1832
Durch Edikt vom 6. Juni 1832 wurden die Landratsbezirke aufgehoben und räumlich umfangreichere Kreise gebildet. Deren Zuschnitt wurde kurz darauf mit einer weiteren Verordnung festgelegt.
| Provinz     | Kreis            | Ehemalige Landratsbezirke / Kantone | Anmerkung                                                                                       |
| ----------- | ---------------- | --- | ----------------------------------------------------------------------------------------------- |
| Oberhessen  | Kreis Alsfeld    | Landratsbezirk Alsfeld Landratsbezirk Kirtorf                                                                                                 |                                                                                                 |
| Rheinhessen | Kreis Alzey      | Kanton Alzey Kanton Wörrstadt | seit 1835                                                                                       |
| Starkenburg | Kreis Bensheim   | Landratsbezirk Bensheim Landratsbezirk Heppenheim                                                                                             |                                                                                                 |
| Oberhessen  | Kreis Biedenkopf | Landratsbezirk Battenberg Landratsbezirk Gladenbach Landratsbezirk Vöhl                                                                       | 1866 an Preußen                                                                                 |
| Rheinhessen | Kreis Bingen     | Kanton Bingen Kanton Oberingelheim Kanton Wöllstein                                                                                           | seit 1835                                                                                       |
| Oberhessen  | Kreis Büdingen   | Landratsbezirk Büdingen Enzheim Glauberg Hainchen Lindheim                                                                                    | seit 1852; ohne Staden                                                                          |
| Starkenburg | Kreis Großgerau  | Landratsbezirk Dornberg Landratsbezirk Langen (ohne die Orte, die zum Kreis Offenbach kamen)                                                  |                                                                                                 |
| Starkenburg | Kreis Darmstadt  | Landratsbezirk Darmstadt |                                                                                                 |
| Starkenburg | Kreis Dieburg    | Landratsbezirk Dieburg Landratsbezirk Reinheim                                                                                                |                                                                                                 |
| Starkenburg | Kreis Erbach     | Landgerichtsbezirk Michelstadt (teilweise) Amt Erbach (teilweise: Landgerichtsbezirk Beerfelden                                               | seit 1852                                                                                       |
| Oberhessen  | Kreis Friedberg  | Landratsbezirk Friedberg Landratsbezirk Vilbel                                                                                                |                                                                                                 |
| Oberhessen  | Kreis Gießen     | Stadt Gießen Königsberg Krumbach Rodheim Frankenbach Hermannstein Raunheim Fellingshausen Bieber Waldgirmes Heuchelheim Kleinlinden Allendorf |                                                                                                 |
| Oberhessen  | Kreis Grünberg   | Landratsbezirk Grünberg Landratsbezirk Gießen (ohne die Orte, die zum Kreis Gießen kamen)                                                     | 1874 aufgelöst                                                                                  |
| Oberhessen  | Kreis Lauterbach | Landratsbezirk Lauterbach Landratsbezirk Schlitz                                                                                              | seit 1852                                                                                       |
| Starkenburg | Kreis Lindenfels | Landratsbezirk Lindenfels Landratsbezirk Hirschhorn Landratsbezirk Wimpfen                                                                    | 1874 aufgelöst                                                                                  |
| Rheinhessen | Kreis Mainz      | Kanton Mainz Kanton Oppenheim Kanton Niederolm                                                                                                | seit 1835                                                                                       |
| Starkenburg | Kreis Neustadt   | Landgerichtsbezirk Höchst | seit 1852; 1874 aufgelöst                                                                       |
| Starkenburg | Kreis Offenbach  | Landratsbezirk Offenbach Landratsbezirk Seligenstadt Landratsbezirk Langen (teilweise)                                                        | Aus dem Landratsbezirk Langen: Dietzenbach Niederroden Ober-Roden Eppertshausen Messenhausen    |
| Rheinhessen | Kreis Oppenheim  | Friedensgerichtsbezirke Oppenheim (vom Kreis Mainz) Friedensgerichtsbezirk Wörrstadt (vom Kreis Alzey)                                        | seit 1852                                                                                       |
| Oberhessen  | Kreis Schotten   | Landratsbezirk Laubach Landratsbezirk Schotten Landratsbezirk Ulrichstein (teilweise)                                                         | seit 1852; 1874 aufgelöst                                                                       |
| Oberhessen  | Kreis Vilbel     | Landratsbezirk Friedberg (teilweise) | 1852 ausgegliedert im Umfang des Landgerichtsbezirks Groß-Karben und Rödelheim), 1874 aufgelöst |
| Oberhessen  | Kreis Vöhl       | ausgegliedert aus dem Kreis Biedenkopf | seit 1852; 1866 an Preußen                                                                      |
| Starkenburg | Kreis Wimpfen    | ehemaliger Landratsbezirk Wimpfen |                                                                                                 |
| Rheinhessen | Kreis Worms      | Kanton Worms Kanton Pfeddersheim Kanton Osthofen                                                                                              | seit 1835                                                                                       |

## Temporäre Ersetzung der Kreise durch Regierungsbezirke 1848–1852
In der Folge der Märzrevolution 1848 wurden – den Forderungen der Revolutionäre nachkommend – am 31. Juli 1848 die Provinzen und Kreise zugunsten der Errichtung von elf Regierungsbezirken aufgegeben. Die Regierungsbezirke erhielten Regierungskommissionen als kollektive Leitungen und Bezirksräten als direkt gewählten Volksvertretungen.

## Wiederherstellung der Kreise als obrigkeitliche Verwaltungseinheiten 1852
Diese Reform wurde in der Reaktionszeit nach der Revolution am 12. Mai 1852 wieder rückgängig gemacht und die frühere Gliederung in Provinzen Kreise grundsätzlich wiederhergestellt. Es kam aber zu einer „kleinen Gebietsreform“: In einigen Fällen wurden Änderungen des Gebietsstandes gegenüber dem Stand von 1848 vorgenommen. Flächendeckend wurden 26 Kreise geschaffen. Die standesherrlichen Hoheitsrechte, die in der Revolution beseitigt worden waren, wurden nicht wiederhergestellt. Aus diesen Gebieten wurden weitere, neue Landkreise gebildet: Erbach, Büdingen, Lauterbach, und Schotten. Zudem wurde die Kreise Vilbel und Oppenheim durch Ausgliederung aus anderen Kreisen geschaffen. 1853 wurden erneut Bezirksräte jetzt auf der Ebene der Kreise geschaffen, die jedoch nicht alle direkt, sondern zum größeren Teil indirekt von den Gemeindevorständen und zum kleineren Teil direkt von den höchstbesteuerten Grundbesitzern des Kreises gewählt wurden, wobei die Gemeindevorstände 12 und die 24 höchstbesteuerten Grundbesitzer drei von insgesamt 15 Mitgliedern jedes Bezirksrates wählten.
Durch die Gebietsverluste und -gewinne in der Folge des Krieges von 1866 ging der Kreis Biedenkopf verloren, andere Kreise veränderten dadurch ihren Zuschnitt, die prinzipielle Struktur aber blieb bestehen.

## Schaffung von selbstverwalteten Körperschaften auf Kreisebene 1874
1874 nahm das Großherzogtum Hessen, das 1871 Teil des Deutschen Reichs geworden war, nach preußischem Vorbild eine Reform der Kreisverfassung vor, durch die jeder Kreis zu einem Verband zur Selbstverwaltung mit den Rechten einer Korporation wurde. Die Bezirksräte wurden durch Kreistage ersetzt, deren Wahl jedoch weiterhin teilweise indirekt und teilweise nach restriktivem Zensuswahlrecht erfolgte. Jetzt sollten von je nach Größe des Kreises zwischen 15 und 24 Kreistagsabgeordneten zwei Drittel von den Gemeindevorständen und ein Drittel von den 50 oder 100 Höchstbesteuerten gewählt werden, wobei bei der Ermittlung der Höchstbesteuerten neben der Grundsteuer auch die Gewerbesteuer und die kommunale Einkommenssteuer berücksichtigt werden sollte. Als Verwaltungsorgan mit Zuständigkeit sowohl für die Angelegenheiten des Kreises als auch für die ihm übertragenen Angelegenheiten der allgemeinen Landesverwaltung wurde ein siebenköpfiger Kreisausschuss geschaffen, der aus dem Kreisrat als Vorsitzendem und sechs vom Kreistag mit absoluter Mehrheit gewählten Mitgliedern bestehen sollte, von denen mindestens drei zugleich Mitglieder des Kreistages sein sollten. Auch wurden die Kreise Grünberg, Lindenfels, Neustadt, Nidda, Vilbel und Wimpfen aufgelöst und bei den meisten Kreisen in den Provinzen Starkenburg und Oberhessen änderte sich der Zuschnitt.
Bis 1917 trugen die Spitzenbeamten der Kreise den Titel „Kreisrat“, ab 1917 den Titel „Kreisdirektor“.

## Demokratisierung der Kreise 1919
Nach der Novemberrevolution 1918 und der Umwandlung des Großherzogtums in den Volksstaat Hessen wurde auch die Wahl der Kreistage demokratisiert. Von da an hatten die Kreistage zwischen 21 und 30 Mitgliedern, die alle drei Jahre in allgemeinen, gleichen und direkten und geheimen Wahlen von den Einwohnern des jeweiligen Kreises, welche die deutsche Staatsangehörigkeit besaßen, nach den Grundsätzen des Verhältniswahlrechtes gewählt wurden, wobei erstmals auch das Frauenwahlrecht eingeführt wurde. Der Kreisausschuss bestand weiterhin aus dem Kreisdirektor und sechs vom Kreistag gewählten Mitgliedern, die dieser von nun an für die Dauer seiner Wahlperiode nach dem Verhältniswahlrecht wählte. An der Gebietseinteilung änderte sich dabei nichts.

## Gleichschaltung und Auflösung der Selbstverwaltungsorgane nach 1933
Nach der Machtübernahme der Regierung Hitler 1933 wurde auf der Grundlage des Vorläufigen Gesetzes zur Gleichschaltung der Länder mit dem Reich auch die Zusammensetzung der Kreistage in Hessen an das Ergebnis der Reichstagswahlen vom 5. März 1933 angeglichen. 1936 wurden schließlich auch die gleichgeschalteten Kreistage aufgelöst und ihre Aufgaben auf die Kreisausschüsse übertragen, die ihrerseits von da an vom Reichsstatthalter in Hessen ernannt wurden.
1938 wurde im Zuge der reichsweiten Vereinheitlichung der Verwaltungsterminologie mit Wirkung zum 1. Januar 1939 die Bezeichnung „Kreis“ in „Landkreis“ und die Amtsbezeichnung „Kreisdirektor“ in „Landrat“ geändert.